# Phoxonotus suturalis
Phoxonotus suturalis är en skalbaggsart som beskrevs av Lewis 1908. Phoxonotus suturalis ingår i släktet Phoxonotus och familjen stumpbaggar. Inga underarter finns listade i Catalogue of Life.